# Cordylus nebulosus
Cordylus nebulosus är en ödleart som beskrevs av  Victor Mouton och VAN WYK 1995. Cordylus nebulosus ingår i släktet Cordylus och familjen gördelsvansar. IUCN kategoriserar arten globalt som sårbar. Inga underarter finns listade i Catalogue of Life.